# Río Tajuña
El Tajuña (del latín Tagonius) es un río del interior de España, es el segundo río de mayor longitud de la cuenca del Tajo, después del mismo Tajo. Recorre las provincias de Guadalajara y Madrid. Es afluente por la margen izquierda del Jarama y por tanto subafluente del Tajo. Nace en las proximidades de Maranchón (Guadalajara), en la Fuente del carro, cerca del pueblo de Clares. Es un río definido como de páramos y parameras, encajonado en valles profundos de calizas del Mioceno, caracterizadas por arcillas, margas y calizas dolomíticas.
Tiene un único embalse: La Tajera, 409 ha, que anegó las vegas de Torrecuadrada de los Valles y El Sotillo, cerca de Cifuentes. Pasa por Ciruelos del Pinar, Luzón, Anguita, Luzaga, Cortes de Tajuña, Abanades, Masegoso, Valderrebollo, Brihuega, Valfermoso de Tajuña, Romanones, Armuña de Tajuña, Aranzueque y Loranca de Tajuña en la provincia de Guadalajara, y en la de Madrid por Pezuela de las Torres, Ambite, Orusco, Carabaña, Tielmes, Perales de Tajuña y Morata de Tajuña, y desemboca en el río Jarama cerca de Titulcia.

## Clima

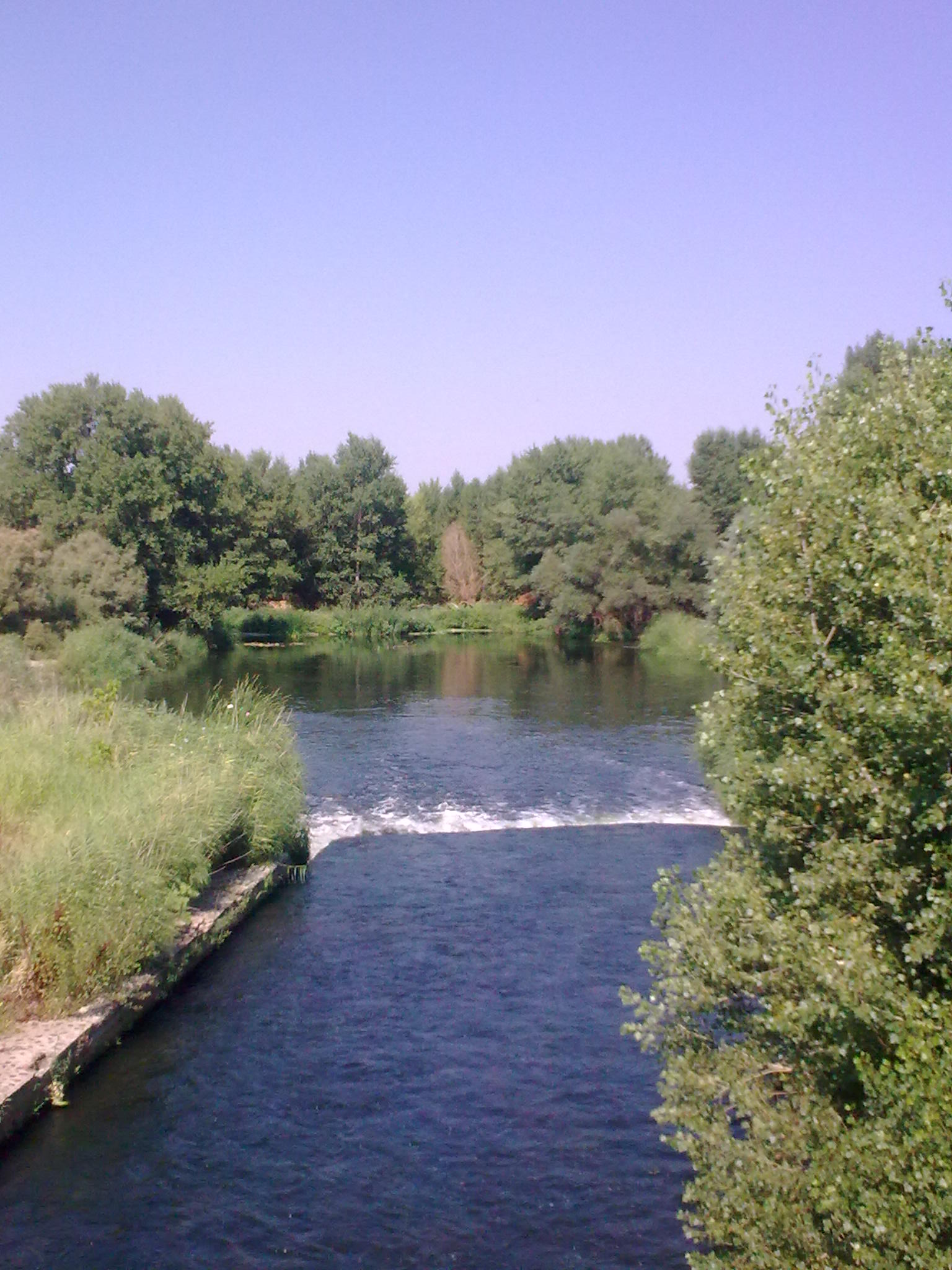
Canalización del río Tajuña

El clima en la cuenca es, desde su nacimiento, mediterráneo templado, más seco y árido según se acerca a su desembocadura en Madrid, con un régimen de lluvias más frecuentes en otoño-invierno y primavera, con un pequeño estiaje invernal y con un gran estiaje en verano.

## Morfología
Al ser un río interior, sus afluentes, en Guadalajara suelen ser arroyos estacionales, llevando caudal, sobre todo en primavera, alimentándose, el resto del año, generalmente por surgencias, ya sea en el cauce o a través de fuentes, del acuífero «Calizas del Páramo de la Alcarria» este acuífero de 2200 km², en Guadalajara (1600 km²) y (600 km²) en Madrid, el agua se encuentra a 30-40 m de profundidad y la recarga se realiza por infiltración de lluvia y drena en su mayoría, unos 120 hm³/año hacia el Tajuña, con afluentes como el río Ungría en Armuña de Tajuña y en Madrid como el arroyo de la Vega en Villar del Olmo.

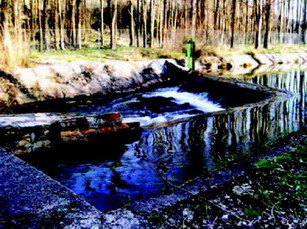
Río Tajuña en Luzaga

Como todos los ríos de la meseta meridional, por el basculamiento de la meseta al Sudoeste, empujada por el plegamiento alpino, tiene una dirección noroeste-sudoeste, con valles, donde no está encajonado, de poca amplitud.

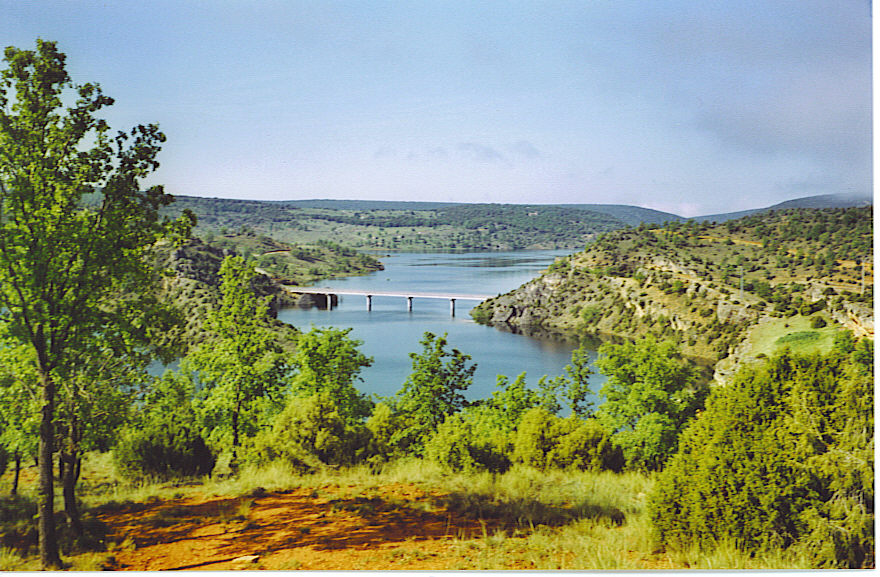
Embalse de la Tajera

Actualmente este río, surte de agua potable a la Mancomunidad de Aguas del Río Tajuña con 34 pueblos de la provincia de Guadalajara y al sureste de la Comunidad de Madrid.

## Espacios naturales
En el curso del Tajuña desde su nacimiento, en las afluencias de las parameras de Molina, hasta su desembocadura en el Jarama, existen varios ecosistemas protegidos o en vías de protección (Red Natura 2000), así en la zona de influencia de este río aparecen:
- El Valle del Tajuña en Torrecuadrada (ES4240015) y (ES4240392) que presenta, en sus escarpados taludes, una interesante mezcla de sabinar de sabina albar y sabina negral, además de una excelente masa forestal de encinares y quejigares.
- Riberas de Valfermoso de Tajuña y Brihuega (ES4240021) conservan tramos de bosque de ribera, bastantes valiosos y fauna piscícola protegida.
- Quejigares de Barriopedro y Brihuega (ES4240014).
- Rebollar de Navalpotro (ES4240012) protegido por ser un bosque relicto, de Quercus pyrenaica, entre bosques, más calizos.

Ya en Madrid, revisten gran importancia ecológica sus humedales estables por rotura del nivel superior del acuífero, ya sea de forma natural o por la mano del hombre, como los de Casasola, San Galindo y la Laguna de San Juan. Se trata de tablas de poca profundidad y extensión, de régimen hídrico fluctuante y son magníficos asentamientos de aves migratorias, entre la llanura manchega y el valle del Ebro, a través del sistema Ibérico.

### Historia
Aparece descrito en el decimocuarto volumen del Diccionario geográfico-estadístico-histórico de España y sus posesiones de Ultramar de Pascual Madoz de la siguiente manera:

Tajuña: r., tiene su origen de los diversos manantiales que se desprenden de las sierras de Maranchon, Clares y Ciruelos, en la prov. de Guadalajara, part. jud. de Molina, los cuales reunidos forman el r. que baña el térm. de Luzon, impulsa un molino harinero, y pasando por bajo de un puente de piedra de mala construccion, sale para el part. de Sigüenza por la jurisd. de Anguita; lo abandona luego y penetra luego en el de Cifuentes por Abanades y sin prestar mas utilidades por su profundo cauce, que la de impulsar algunos molinos harineros y batanes, sale del part. por la jurisd. de Maranchel, y entra por la de Masegoso en el de Brihuega, en el que al momento le atraviesa un puente de piedra, mueve 2 molinos harineros, continúa á Valderrebollo, donde tiene otro puente de la misma clase; Villaviciosa, donde hay otro de madera con estribos de piedra, hace andar otro molino y marcha á Brihuega, en cuya jurisd. le cruza un puente de piedra y 2 pontones de madera, y despues de alimentar 2 molinos y los batanes de la fáb. nacional de paños, corre hasta Valfermoso, impulsa un molino harinero y pasa por debajo de un hermoso puente de piedra con un solo arcos de 14 varas de elevacion al part. de Pastrana, en el que recorre los térm. de Romanones, Tendilla, Armuña, Ranera, Aranzueque, Hontoba, Escariche, Loranca, Fuente Novilla, donde tiene un puente, y Mondéjar, por cuya jurisd. abandona la prov. y penetra en la de Madrid por el part. de Alcalá, baña los térm. de Perales y Morata, y despues de reunirse con el Henares va á desaguar en el Jarama debajo de Bayona, conocida tambien con el nombre de Titulcia. Este r. es probablemente el Tagonius de que hace mencion Plutargo, refiriendo que Sertorio sometió a los citanos, pueblo salvage que habitaba en grutas sobre este rio.
(Madoz, 1849, p. 562)

## Eponimia

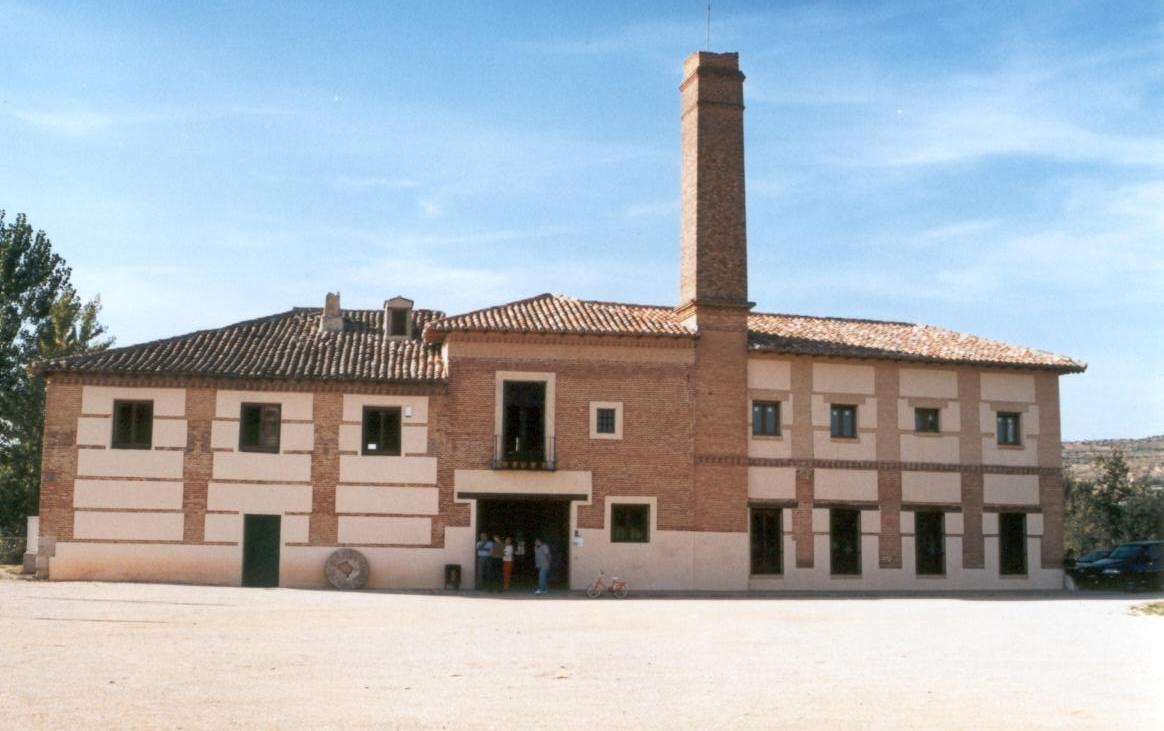
Antiguo molino hidráulico para la producción de harina en Morata de Tajuña, movido con las aguas del Tajuña. Hoy en día está convertido en un museo.

A lo largo de su curso ha dado nombre a varias poblaciones, en las dos provincias que atraviesa. En la provincia de Guadalajara da nombre a Armuña de Tajuña, Cortes de Tajuña, Loranca de Tajuña, Masegoso de Tajuña y Valfermoso de Tajuña (antiguo Valfermoso de las Sogas); y en la Comunidad de Madrid a Tielmes de Tajuña, Morata de Tajuña, Orusco de Tajuña y Perales de Tajuña.